# KFC
KFC (dawniej Kentucky Fried Chicken) – amerykańska sieć barów szybkiej obsługi z siedzibą w Louisville w stanie Kentucky, założona 20 marca 1930 roku przez Harlanda Sandersa, który opracował także zestaw przypraw wykorzystywany do pieczonych kurczaków serwowanych w KFC. Przedsiębiorstwo wchodziło w skład koncernu PepsiCo, które wydzieliło swój dział restauracyjny jako Tricon Global Restaurants, który później zmienił nazwę na Yum! Brands. W logotypie firmy znajduje się portret Sandersa.

Kentucky Fried Chicken (KFC) na świecie

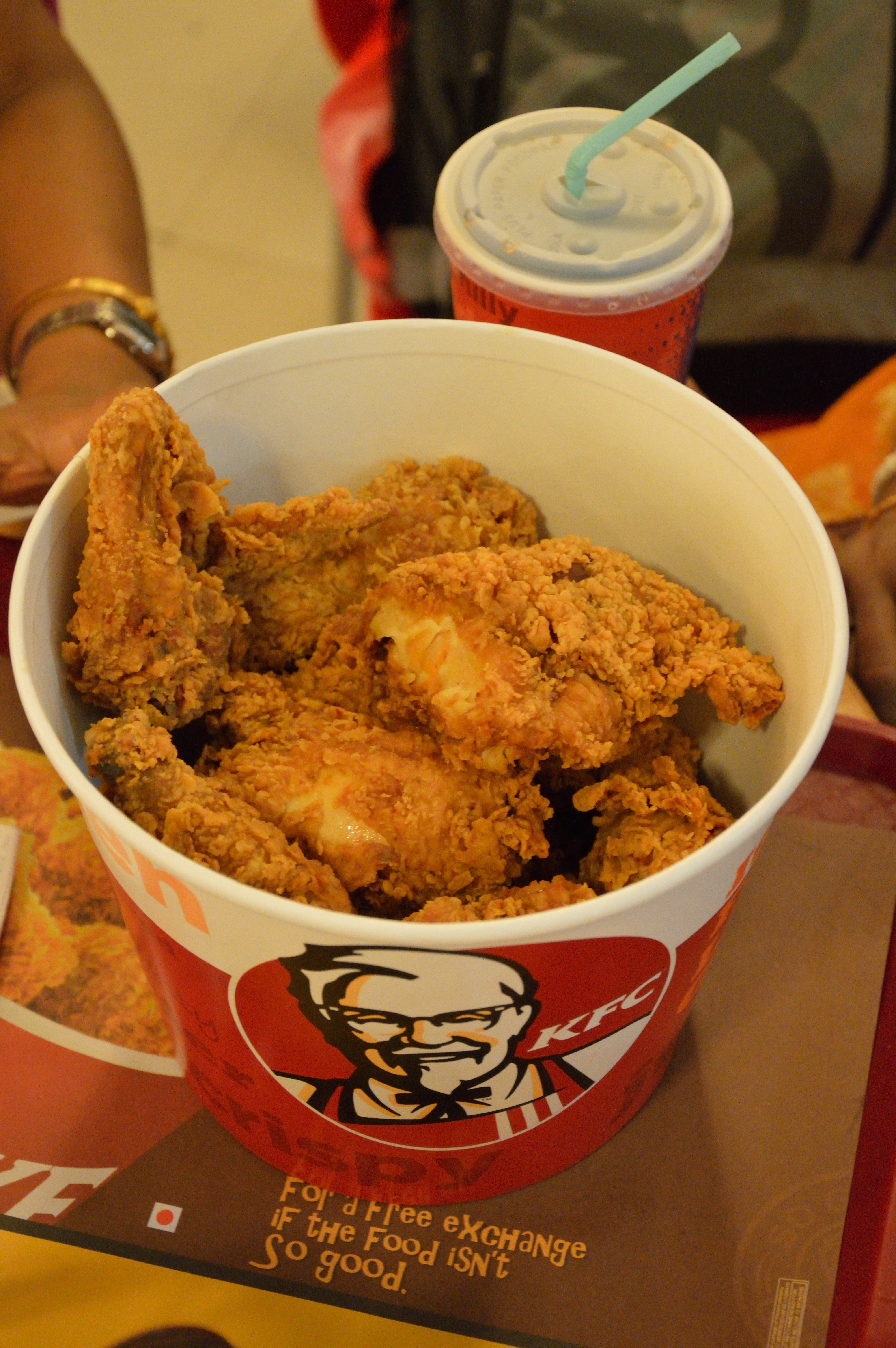
Kubełek z kurczakiem dostępny w KFC

## KFC w Polsce

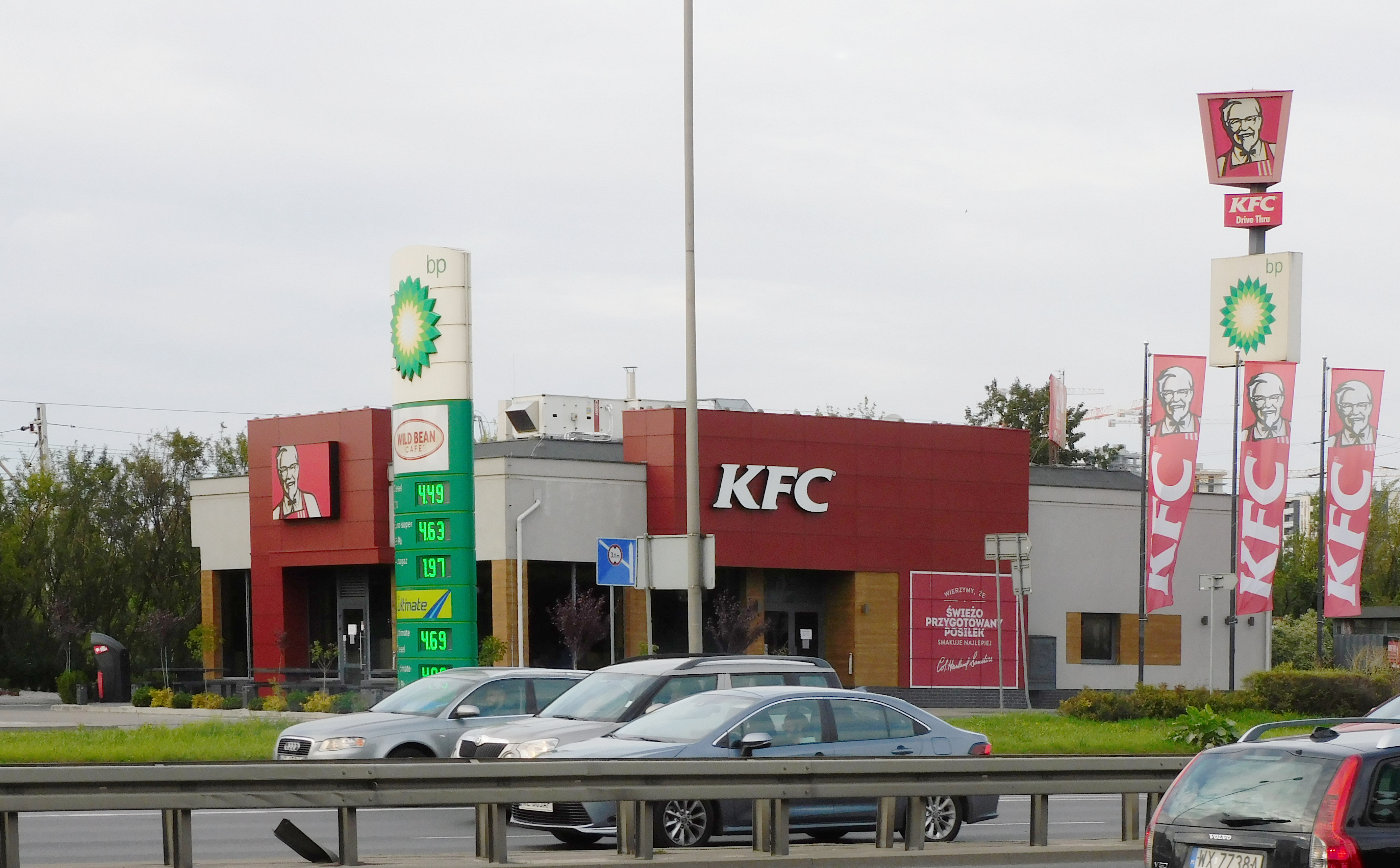
KFC w Warszawie (2020)

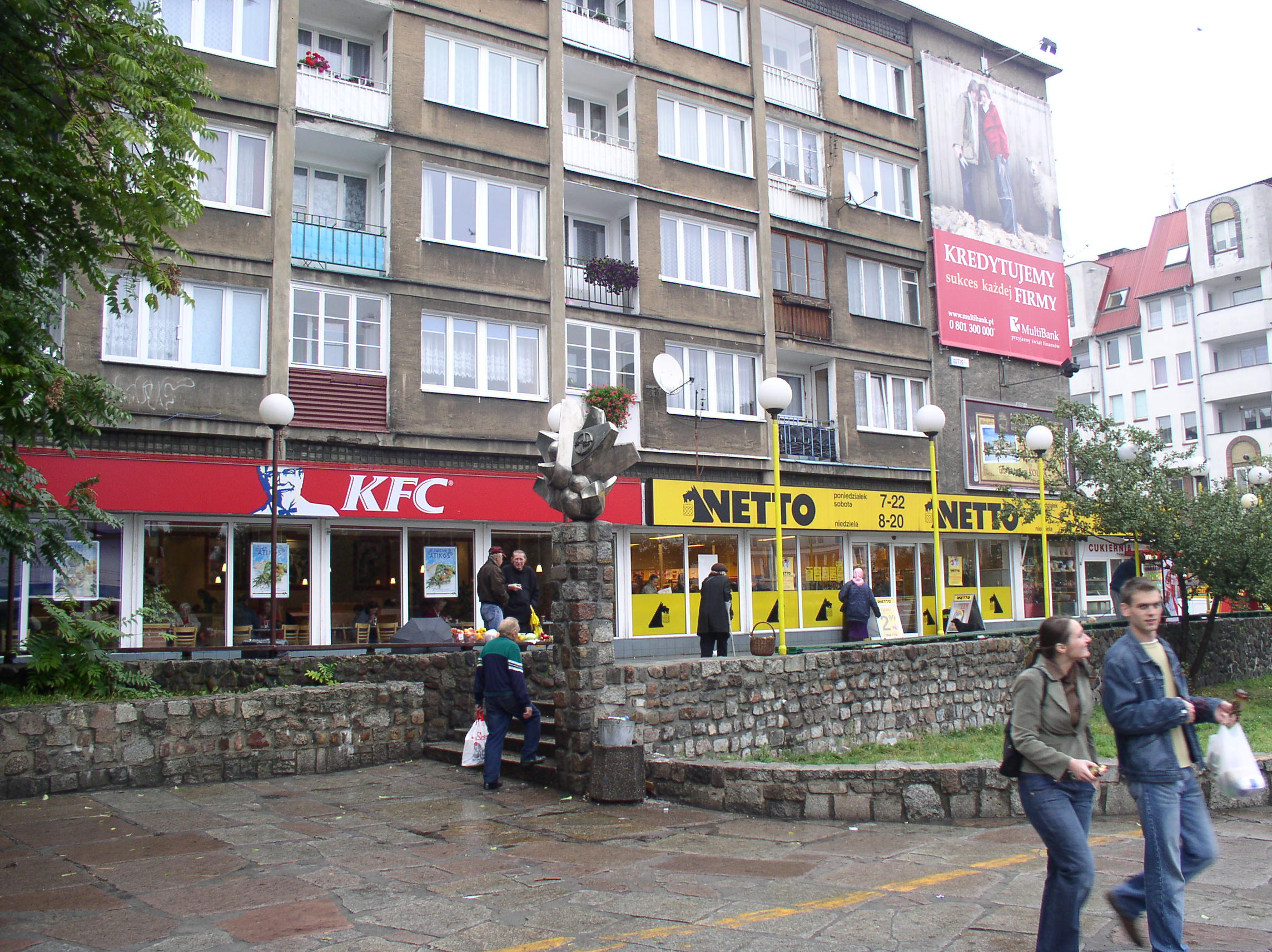
KFC w Szczecinie (2006)

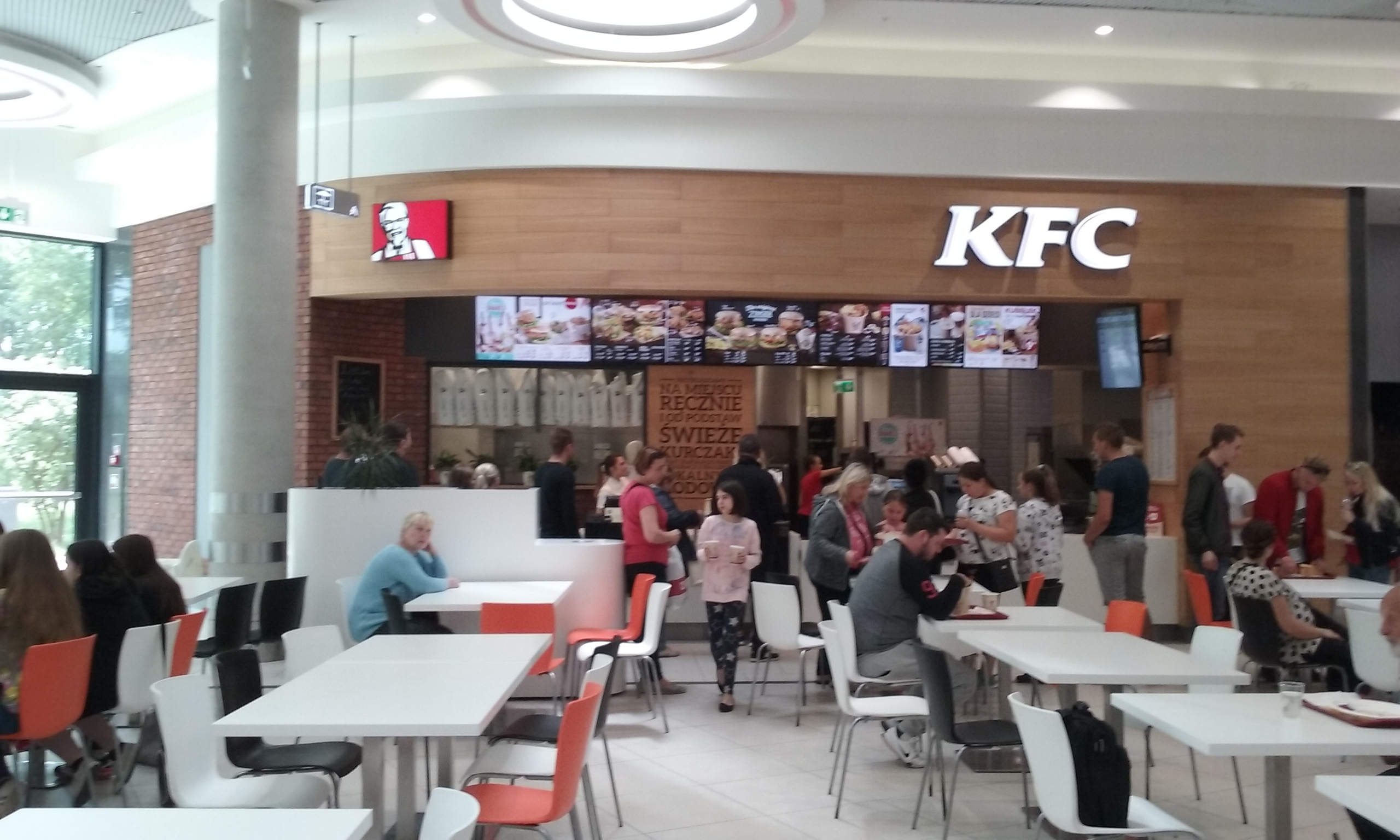
KFC w Tomaszowie Mazowieckim (2018)

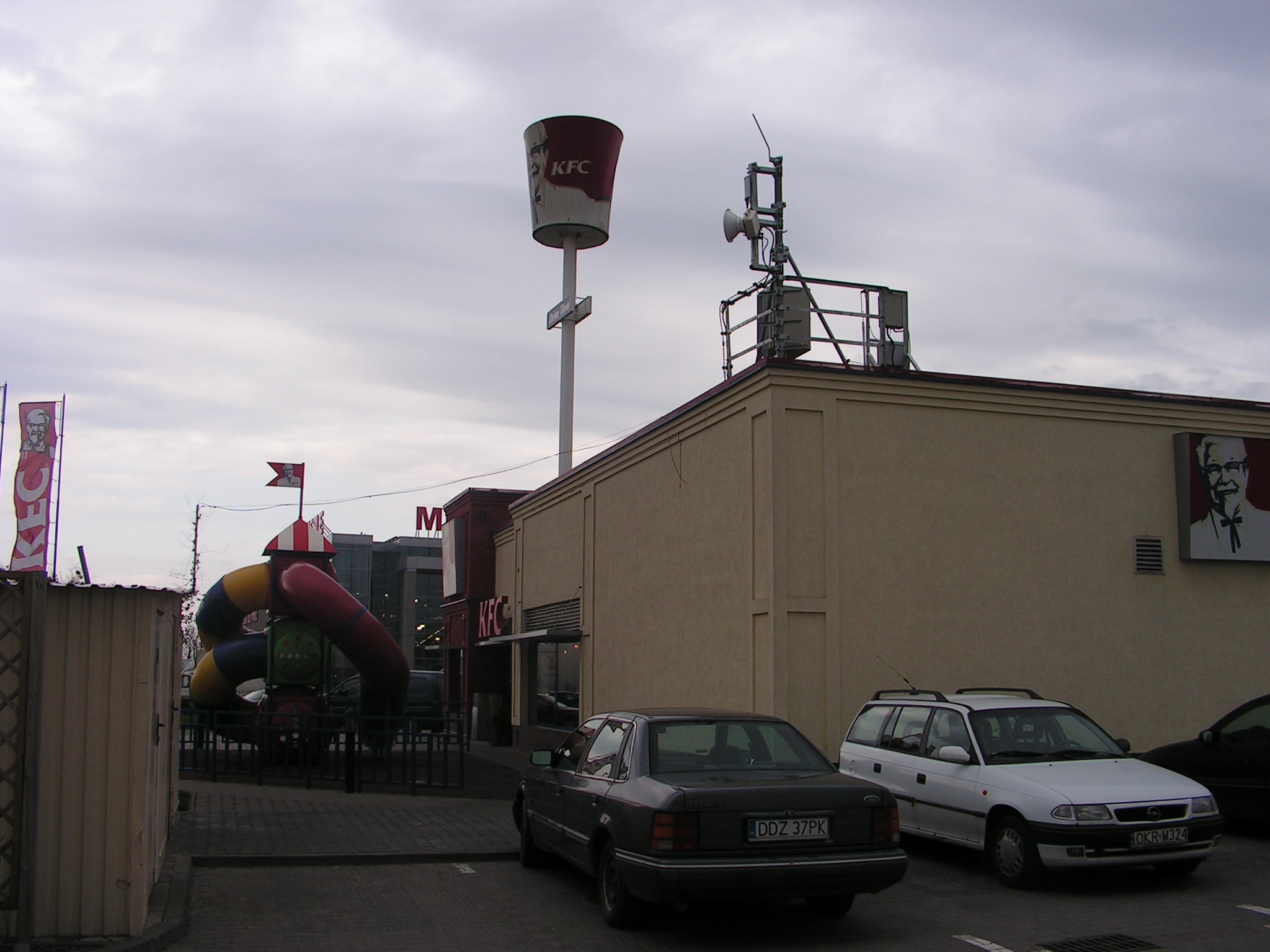
KFC w Bielanach Wrocławskich (2008)

W Polsce pierwszy bar sieci powstał w 1993 roku w Warszawie, lecz czasami uznaje się, że pierwsza restauracja została otwarta 17 listopada 1995 w Szczecinie. Obecnie funkcjonuje 210 barów Kentucky Fried Chicken (KFC), będących samodzielnymi jednostkami; funkcjonują także lokale „2 w 1”, zazwyczaj w połączeniu z Pizza Hut. W Polsce powstały również bary typu drive-through, w których klienci mogą zamawiać i odbierać dania bez wysiadania z samochodu. Wyłącznym franczyzobiorcą Kentucky Fried Chicken (KFC) w Polsce jest europejska spółka AmRest Holdings z siedzibą w Madrycie.

## Krytyka
W 2003 r. organizacja broniąca praw zwierząt People for the Ethical Treatment of Animals (PETA) wezwała do bojkotu Kentucky Fried Chicken, oskarżając przedsiębiorstwo o niehumanitarny chów oraz uśmiercanie zwierząt będących źródłem mięsa.
Akcję Kentucky Fried Cruelty, namawiającą ludzi do bojkotu przedsiębiorstwa i niekorzystania z usług tej sieci, wsparli znani wegetarianie, m.in. Paul McCartney, Pamela Anderson, Phil Collins, Tenzin Gjaco oraz Bryan Adams.
Już od początków XXI wieku fast food był krytykowany za podejście do dobrostanu zwierząt, wpływ na otyłość i wpływ na klimat. Problemy te znalazły wyraz w książce Erica Schlossera „Fast Food Nation” i filmie „Super Size Me” Morgana Spurlocka. Od 2003 roku organizacja People for the Ethical Treatment of Animals (PETA) protestowała przeciwko wybieranym przez KFC dostawcom drobiu na całym świecie. Wyjątkiem jest kanadyjskie KFC, które podpisało ugodę zobowiązującą je do korzystania wyłącznie z „przyjaznych dla zwierząt” dostarczycieli.
W 2006 roku Greenpeace oskarżyło europejskie KFC o pozyskiwanie soi na paszę dla kurcząt z Cargill, koncernu posądzonego o wycinanie dużych połaci amazońskiej dżungli w celu uprawy tej rośliny.
W grudniu 2012 roku sieć została skrytykowana w Chinach, gdy odkryto, że wielu dostawców KFC stosowało w hodowli drobiu hormony wzrostu i nadmierną ilość antybiotyków w sposób sprzeczny z chińskim prawem. W lutym 2013 roku dyrektor generalny Yum! David Novak, przyznał, że skandal „trwał dłużej i miał większe znaczenie, niż moglibyśmy sobie pomyśleć”. Yum! niemal połowę swoich zysków czerpie właśnie z Chin, głównie poprzez markę KFC.